# مقاطعة رامهرمز
مقاطعة رامهرمز (بالفارسية: شهرستان رامهرمز) هي إحدى مقاطعات إيران وتقع في محافظة خوزستان. مدينة رامهرمز هي عاصمة هذه المقاطعة. حسب إحصاءات المركز الرسمي للإحصاءات الإيرانية في 2006 كان يسكن مقاطعة رامهرمز 97,561 شخص وكان عدد المساكن 20,648 مسكن. تنقسم هذه المقاطعة بلدة واحدة: البلدة المركزية. للمقاطعة مدينة واحدة وهي رامهرمز.